# Козорог
Козорог је назив за неколико врста из рода коза (Capra). Име су добили по изразито великим роговима, савијеним уназад, што је главна одлика ових животиња. Насељавају три континента — Европу, Азију и Африку.

## Врсте
Врсте козорога је веома компликовано раздвојити и систематизовати, као и одредити везе са другим врстама дивљих коза. Неке врсте, као што су алпски, нубијски и сибирски козорог изгледају веома слично тако да је сматрано да су веома тесно повезане. Последње генетичке студије указују на то да ове наведене врсте козорога, немају природног сродства. Ове студије показују да постоји снажна веза између сибирског козорога и сиријског козорога, а да је Сибирски козорог добар представник рода Capra. Велики број сличности алпског козорога са сиријским указује на близак однос. Алпски козорог му је сличан у генетичком погледу, док је сасвим другачији од иберијског козорога, који је географски најближи. Западно-кавкаски козорог се чини блиско повезан са дивљим козама, а мање са источно-кавкаским козорогом. Опет, пак Маркхор, који се споља веома разликује од свих осталих типова козе, много мање се генетички разликује од осталих врста него што је првобитно очекивано, тј. не би требало да потпадне под посебну групу.

### Алпски козорог
Алпски козорог (лат. Capra ibex) - заступљен је у области планинског венца Алпа, у Француској, Аустрији, Швајцарској, Италији, Немачкој и Словенији. Иако је дивља животиња, узгајају се и на ранчевима у Сједињеним Америчким Државама, Канади и Аргентини. Ова врста нарасте у висину око 90 cm, а достиже и дужину до 150 cm, а старији мужјаци достижу тежину и до 100 килограма. Боја длаке му је зими затворено сива, а лети црвенкасто сива. У зимском раздобљу има браду, дугу око 4 cm. Мужјак носи сталне шупље рогове који имају сабљаст облик, односно савијене у благом луку према назад. Рогови имају четвртаст облик, на предњој страни су им симетрично поређане избочине, које им дају нарочито леп изглед. Рогови могу да буду тешки до 15 kg, а могу нарасти до 1 метра. Козорогова женка је нешто мања од мужјака и има сталне рогове, који су прави и израсту свега до 20 cm. Ова врста козорога се налази у каменитим и неприступачним предели Алпа. Највише га има у Швајцарској око Монт Блана и Монт Розе. Код нас га нема. Такође, живи и у Словенији, где је због своје реткости стављен под заштиту државе.

### Нубијски козорог
Нубијски козорог (лат. Capra nubiana) - Ова врста козорога је заступљена на Блиском истоку, у брдима Судана изнад Црвеног мора, као и у висоравнима Египта.

### Иберијски козорог
Иберијски козорог - или другачије шпански козорог је вета козорога данас заступљена у ограниченој области Пиринеја и других мањих планинских енклава у Шпанији и Француској. Постоји око 50.000 примерака шпанског козорога на Пиринејском полуострву. Јединка једне од њених изумрлих подврста, клонирана је 2009. године. 

Ова врста има неколико подврста:

 †
 †

### Сибирски козорог
Сибирски козорог - или азијски козорог је врста дивље козе која насељава планинске системе и пустиње централне Азије. Животиња има висину 80-100 cm у раменима, а тешка је у просеку око 60 kg. Одрасли мужјаци имају дуге браде и дуге криве рогове са израженим гребенима (грбама) на фронталним површинама. Длака је тамнобраон са сивкастом леђном пругом која иде од врата до репа. Одрасли мужјаци имају сиво-седе флеке на леђима. Код ове врсте је изражен сексуални диморфизам, односно женке су доста мање са малим роговима који су равни и широко раздвојени из корена. Азијски козорог је широко распрострањен од области Хиндукуш планина у Авганистану до Сајанских Планина у Монголији. Животиње се налазе најчешће на деловима планина у распону од 3000 до 5.300 m надморске висине, али се такође знају јавити и у областима од 1.000 m на Алтајским планинама. Углавном на неравном терену, ради боље заштите од грабљивица.

Ова врста има неколико подврста:

### Валијев козорог
Валијев козорог (лат. Capra walie) - Валијев или другачије етиопски козорог, распрострањен је у области Семиенских планина и Етиопске висоравни, где је однедавно променио статус из угрожених у критично угрожене врсте. Понекад се сматра за подврсту алпског козорога. Овај Козорог се такође налази на националном грбу древне империје Аксум.

### Кавкаски козорог или Кавкаски тур
Постоје две посебне врсте кавкаских козорога:

Западнокавкаски козорог (лат. Capra caucasica) или Кубански тур данас се сматра врстом дивље козе са западног Кавказа. Западнокавкаски козорог и источнокавкаски козорог се сматрају различитим врстама, што је и потврђено генетичким студијама. Показало се да је западнокавкаски ближи врсти Дивљих коза (Capra aegagrus), него источнокавкаском козорогу. Сличности ове две врсте потичу од њиховог међусобног укрштања, те је ова хипотеза подржана чињеницом да митохондријски геном појединих западнокавкаских козорога у потпуности одговара источнокавкаским козорозима.
Источнокавкаски козорог (лат. Capra cylindricornis) или дагестански тур је врста која је заступљена на источном делу планине Кавказ. Као и остали козорози припада роду Коза. По изгледу доста је сличан западнокавкаском козорогу, истог су раста и тежине, разликује се од западног пре свега по краћој бради и дужим роговима, који нису као код других врста у облику кружног лука, већ су спирално уврнути.

## Галерија
- Алпски козорог (мужјак)
- Алпски козорог (мужјак)
- Алпски козорог
- Азијски (сибирски) козорог
- Сибирски козорози
- Нубијски козорог (мужјак)
- Нубијски козорог
- Шпански козорог

## Козорог у историји
Подаци о козорогу су широко присутни у археолошким записима, посебно на Блиском истоку и региону Медитерана. Мотиви са Козорогом су веома чести на печатима, грнчарији и рељефним сликама. Археолошка налазишта из Минојског периода, Кносос на Криту, су донели узорке из око 1800. године п. н. е, укључујући и један печат на којем је приказан козорог који се брани од ловачког пса.. Из истог периода пронађен је на локалитету Акротири, Санторини на подручју Грчке, златни накит са сликом козорога.. На неким налазиштима у Авганистану, пронађени су пак мотиви лова и припитомљавања козорога.